# 東非蜂
東非蜂又名非洲蜂、非洲蜜蜂西方蜜蜂在非洲的一個亞種，原產於非洲東部包括北從衣索匹亞、南至南非的廣大區域。東非蜂適應惡劣乾燥多變的環境，對一些蜜蜂的疾病也有抵抗性，但卻有兇猛的性情。

## 生物特性
和歐洲蜜蜂（Apis mellifera）相比，最顯著的是，東非蜂（Apis mellifera scutellata）圍繞蜂巢、成群叮咬敵人的防守行為。東非蜂體型也稍微小一些，其差異只能使用顯微鏡確定。歐洲的蜜蜂比東非蜂更能承受寒冷的溫度。歐洲蜜蜂一般每年能繁殖兩次至三次，但東非蜂每年繁殖次數則高達17次。
東非蜂需面對惡劣乾燥多變的環境與大自然許多的掠食者而演化出非常強烈的性情，環境不利容易棄巢遷徙。東非蜂相對於其他蜜蜂亞種投注更多的資源在蜂群的增殖上，即使天災使大多數的蜂群滅亡，少數存活的蜂群仍能逐漸恢復蜂群數量。東非蜂體質強健，對大部分的蜜蜂疾病都有抵抗性，這些特性非常受到養蜂者看重。
東非蜂雖然個性兇猛，但兇猛的特性在蜜蜂亞種內不算特別，兇猛的蜜蜂亞種不少，例如歐洲黑蜂的雜交種也很兇猛。東非蜂在生物特性上最重要且最不為人注意的特性就是：含有東非蜂血統的蜂王從卵成長至羽化只需15天，而其他亞種的蜂王需16天才可羽化，而這少一天的成長期令東非蜂在美洲的擴散如入無人之境，也才造成美洲的蜜蜂非洲化的問題。

### 外觀及解剖
學者 Francoy 等人利用新形態的分析技術，分析工蜂的前翅，以鑑別歐洲蜜蜂和東非蜂的差異。東非蜂比義大利蜂稍微小一些，但外觀與義大利蜂相同，工蜂腹部也是黑黃相間，蜂后的腹部顏色是橘色，腹部背板有大塊的黑斑。

### 亞種爭議
東非蜂，學名A．m．scutellata Lepeletier。廣泛分布於中非、東非大草原和南非的大部分地區。分蜂性強，經常遷徙，在洞穴和露天營巢。西非蜂，學名A．m．adansonii Latreille。發現於西非。在許多習性上與東非蜂相似。關于東非蜂和西非蜂是否為兩個不同的亞種，以及1956年引入巴西的非洲蜜蜂到底是哪一個亞種，在學術界尚有分歧。

## 一般影響

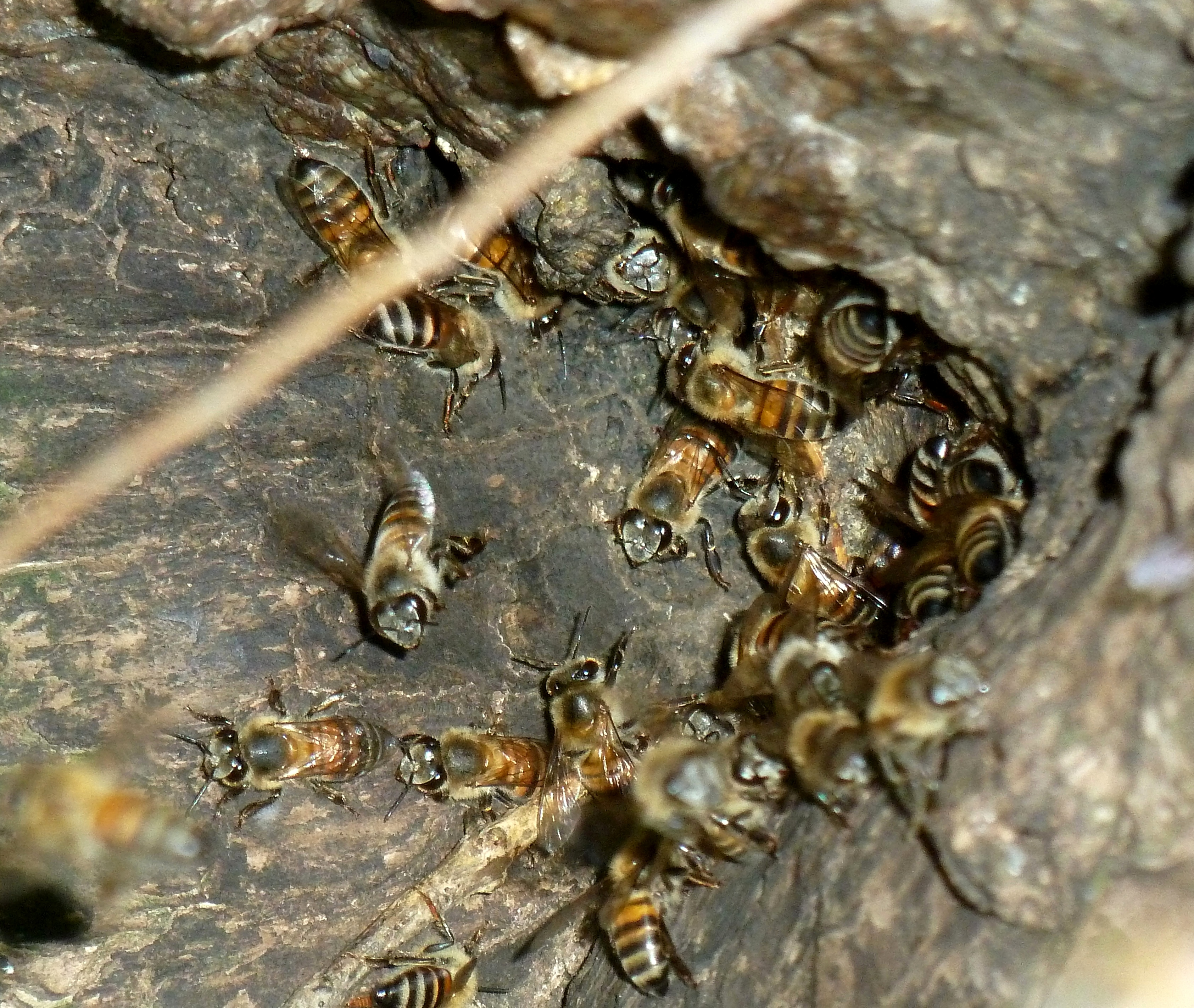
在岩石裂縫進出的一個蜂巢

東非蜂是具攻擊性的蜜蜂，防衛蜂巢時離巢50英尺叮咬入侵者，追逐入侵者到一英里遠。人類和其他動物，通常只有在無法脫身的情況下才會被蜜蜂殺死。遭受東非蜂攻擊的受害者，通常會承受比歐洲蜂攻擊，多十倍以上的叮刺，東非蜂對干擾的反應比歐洲蜂快十倍。公眾對蜜蜂和養蜂行業的偏見，造成不幸的結果，使媒體過度恐懼，一再攻擊東非蜂。這可能導致呼籲禁止在市區飼養蜜蜂，因而空出蜜蜂合適的棲地。東非蜂會填補這些空隙，並建立大量的族群，造成更多的問題。
養蜂業的勞動力成本提高，因為工人採收東非蜂的意願低。有些生態系統可能會處於危險之中，因為東非蜂會侵入領域，競逐本地授粉昆蟲。東非蜂最大的影響是對經濟和生態的影響。東非蜂的授粉效果也比歐洲蜂差。東非蜂數量的增加，會使蜂蜜業（在美國每年 1.4億美元產值）處於風險之中，以及造成農作物和果園，普遍減少授粉，在美國每年估計損失100億至140億美元以上。

## 雜交品種的利用
東非蜂及含有其血統的雜交種最著名的特性就是兇猛的性情，最著名的例子就是美洲的殺人蜂。東非蜂在非洲原產地已是蜜蜂養殖的品種，非洲農民也早已適應與管理非洲蜂，美洲的養蜂者遽然接觸兇猛的非洲蜂很難以接受，但也了解無法根除含有非洲蜂血統的蜜蜂，經過多年的適應後已漸漸學會如何管理養殖的東非蜂，許多國家都有品種改良計畫，巴西已出口不少改良蜂王至其他中南美國家。中南美洲國家適應了與非洲化蜜蜂相處並利用他的優點，造成產蜜量大增，算是達成當初引入的目的。
為防止東非蜂（Apis mellifera scutellata）與大規模商業飼養的歐洲蜜蜂（A. mellifera）雜交，人們釋放大量歐洲蜜蜂的雄蜂，以降低與東非蜂交配的可能性。也經常讓養殖蜜蜂分群重新產生蜂后，確保其族群持續維持。另外一個方法是：把歐洲蜜蜂的精子注入東非蜂的蜂后，產生較不具攻擊性的蜜蜂。也有許多國家試圖使用化學品和陷阱來摧毀東非蜂族群，但效果不佳。
學者 Ojar 表示，經由交配產生近交系的族群。這些自交系蜂群的攻擊性增加，能耐冬天低溫，更會頻繁地棄巢分群。學者 Masterson 認為，東非蜂的棄巢率，比歐洲蜂高很多，已被記錄的棄巢率高達10％。東非蜂比歐洲蜂投入在儲存蜜蜂的能量較少，它把更多的能量投入在生育。由於這些屬性，東非蜂不適用於養蜂業。

## 海角蜂與東非蜂
東非蜂體質強健，對大部分的蜜蜂疾病都有抵抗性，但對於海角蜜蜂（A. m. capensis）的入侵卻無能為力，常造成整群蜜蜂滅亡。
一般蜜蜂亞種的工蜂很少產卵，特殊狀況下也只能產下未受精卵，只能發育成雄蜂。海角蜜蜂的工蜂產下的卵很容易發育成工蜂或蜂王。
海角蜜蜂滅亡東非蜂的機制是，工蜂侵入東非蜂蜂群內產卵，海角蜂的工蜂會釋放信息素模擬蜂王，造成蜂群混亂，互相鬥殺，最後導致原蜂王被殺。海角蜂的工蜂產卵, 這些未經授精的卵，很大部分能發育成雌性蜂，並能培育出蜂王與工蜂。而少數孵化的海角蜂工蜂又會飛至鄰近的蜂巢重覆以上的循環，造成更多的蜂群滅亡。
1990年發生海角蜂毀燒事件，自然狀況下海角蜂與東非蜂因山脈的阻隔彼此相安無事，但人類轉地放蜂的養蜂模式使海角蜂入侵東非蜂的領地並造成嚴重的損失。使東非蜂原產地的蜂農無法採收蜂蜜和蜂蜡，也因缺少蜜蜂的授粉，農業損失3.5億美元，南非政府農業局已經採取強烈措施，對受到海角蜂侵擾一律銷毀，未經批准，蜂群不得搬出指定地區，並對重新購買蜂群者給予補助。

## 疾病與病蟲害
艾留德‧穆立是國際昆蟲生理學與生態中心的蜜蜂養殖專家，他與美國賓州州立大學的研究人員合作，調查肯亞所有主要生態系的蜂巢，包括草原、山區、熱帶海岸與沙漠。他們測量蜂巢大小與裡面的蜜蜂數量，並進行寄生蟲與農藥汙染物的檢測。2009年，穆立與共同撰寫論文的賓大研究人員瑪麗安‧佛瑞茲爾首度在肯亞蜜蜂身上發現蟹蟎。那裡從前沒有發現孢子蟲，但在這次研究中，除了最偏遠的調查區域以外，兩種害蟲都普遍出現。研究人員指出肯亞的蜜蜂身上同樣帶有在其他地方造成蜂群消失的害蟲與疾病，讓人驚訝的是，這些蜜蜂沒有被擊倒。即使在有多種病原體的蜂群中，族群數量依然充足，該次研究結果發表於2014年4月16日線上期刊 PLOS ONE 的論文中。
有一些報告指出，入侵美國西南的非洲化蜜蜂對害蟲的抵抗力比其他種類的蜜蜂高。牠們源自1950年代晚期從非洲被帶到巴西的品種，後來又與歐洲蜜蜂雜交，因此不應與穆立、格洛辛格和他們的同僚所研究的東非蜜蜂混為一談。

## 資料來源
1. ↑  （英文） Apis mellifera scutellata - WaspWeb （页面存档备份，存于）
2. ↑  （英文） Apis mellifera scutellata - WaspWeb （页面存档备份，存于）
3. （英文） Apis mellifera scutellata - WaspWeb （页面存档备份，存于）
4. 1 2  胡福良. . APICULTURE OF CHINA. 2005-11-03  [2015-08-02] （中文（中国大陆））. 應南非共和國羅德斯大學的邀請，本人于2001年10月赴南非進行為期一個月的合作研究。期間，考察了南非的兩個大型蜂場和萊索托農業科學研究所蜜蜂試驗場。現將了解到的海角蜂和東非蜂的有關情況作一簡要介紹，并將部分圖片呈現給廣大讀者。……
5. ↑  Jamie Ellis. . 佛羅里達大學. November 2012  [2015-08-02]. （原始内容存档于2021-01-27） （英语）. The African honey bee, Apis mellifera scutellata Lepeletier, is a subspecies (or race) of the western honey bee, Apis mellifera Linnaeus, that occurs naturally in sub-Saharan Africa but has been introduced into the Americas. More than 10 subspecies of western honey bees exist in Africa and all justifiably are called 'African' honey bees.
6. ↑  （英文） Apis mellifera scutellata - Smithsonian Marine Station （页面存档备份，存于）
7. ↑  （英文） Apis mellifera scutellata (africanized bee) - Cabi （页面存档备份，存于）
8. 1 2 3 4 5 6  Mark L. Winston, Professor and Fellow, Morris J. Wosk Centre for Dialogue, Canada. . National Biological Information Infrastructure (NBII) & IUCN/SSC Invasive Species Specialist Group (ISSG) Updates on management information with support from the Overseas Territories Environmental Programme (OTEP) project XOT603, a joint project with the Cayman Islands Government - Department of Environment. 2010-09-21  [2015-08-03]. （原始内容存档于2016-03-05） （英语）. 不同於歐洲蜂（Apis mellifera），東非蜂（Apis mellifera scutellata）不囤積蜂蜜越冬。相反地，他們依靠蜂群流動（遷徙與分群），以尋找新的食物來源，水或空間。
9. ↑  中國農業百科全書總編輯委員會 養蜂卷編輯委員會 編. . 北京市: 农业出版社. 1993-06-01: 50  [2015-08-04]. ISBN 7109024911 （中文（中国大陆））. 其他非洲蜜蜂，即摩洛哥大蜂(A．m．major Ruttner)、撒哈拉蜂(A．m．sahariensis Baldensperger)、蘇丹小蜂(A．m．nubica Ruttner)、坦桑海濱蜂(A．m．littorea Smith)、單色蜂(A．m．unicolor Latreille)和也門蜂(A．m．jementica Ruttner)等，僅發現于某些局部地區，只測定了少數標本，對它們的生物學特性尚在研究之中，關于它們的分類地位還不能作肯定的結論。[]
10. ↑  錢美臻. . 星島日報. 2012-06-23  [2015-08-05]. （原始内容存档于2016-03-04） （中文）.
11. ↑  . 重慶佳爾生物技術研究所.   [2015-08-04]. （原始内容存档于2016-03-04） （中文（中国大陆））. 最近20年里，巴西的养蜂设备和蜂产品迅速增长，不但能自给而且还出口不锈钢摇蜜机、割蜜刀、巢础以及喷烟器、工作服等。蜂产品有特种蜜、蜂胶、花粉用于化妆品和保健品。养蜂协会纷纷成立而且活动很多。庆祝养蜂协会成立25周年的刊物发行5000册，每册印有“甜蜜的信息”字样，还有格言：“我们并不富足，我们组织起来”。
12. ↑  （繁體中文） 蜜蜂生態-福昶養蜂育種場 （页面存档备份，存于）
13. 1 2  . 國家地理雜誌. 2014-04-18  [2015-08-05]. （原始内容存档于2015-12-09） （中文（臺灣））. 有關東非蜜蜂的驚人發現，讓西方國家對抗「蜂群崩潰症候群」的努力，有了新的希望。科學家發現，肯亞的蜜蜂對於在世界其他地方造成數十億蜜蜂死亡的病原體，有極高的抵抗力。

## 外部來源
- （英文） Severe and fatal mass attacks by ‘killer’ bees (Africanized honey bees—Apis mellifera scutellata) in Brazil: clinicopathological studies with measurement of serum venom concentrations （页面存档备份，存于）
- （繁體中文） 想像不到的流蜜之地　流動黃金在這裡 （页面存档备份，存于）